# François Villon
François Villon (1429/1431 Paříž – 1463 či později) byl francouzský básník. Jeho pravé jméno bylo François de Montcorbier nebo François des Loges (jméno Villon převzal od pařížského kaplana Guillauma de Villon, nejspíš z vděčnosti).

## Biografie
Vyrůstal v chudé vesnici, později se jej ale ujal bohatý kněz Guillaume de Villon, který jej poslal na studia na pařížskou Sorbonnu. V roce 1449 se stal bakalářem a roku 1452 mistrem. Místo vzdělání nakonec zvolil bohémský způsob života.
Byl zapojen do různých rebelujících spolků, především do protistátního studentského spolku Ulita. Za svou činnost byl několikrát odsouzen (jednalo se o různé souboje, šarvátky v opilosti, atp.) – 1460, 1461, 1462. Vždy se mu pomocí výše postavených přátel podařilo dostat na svobodu. Dopustil se také loupení, výtržnictví, násilných činů a dokonce v roce 1455 i vraždy kněze, za kterou byl odsouzen k trestu smrti, během čekání na výkon napsal podstatnou část Testamentů. Nakonec byl amnestován, nicméně byl vyhoštěn z Paříže na dobu deseti let a od té doby o něm není nic známo.
Verše psal pod pseudonymem Vaillant. Francouzskou poezii vyvedl ze starých forem a témat. Známé jsou např. jeho balady, pozůstávající ze čtyř slok, kde první tři jsou po 7 až 12 verších a poslední sestává zpravidla z pěti veršů. Tato forma se po něm nazývá villonská balada.
O první kompletní překlad jeho veršů do češtiny se postaral Otokar Fischer (na začátku 20. století). Jeho verše jsou drsné, působí starobyle. Další kompletní překlad vytvořila Jarmila Loukotková (2. polovina 20. století), která Villonovy verše modernizuje. Oproti Fischerovi měla k dispozici více historických faktů a některé nově objevené básně. Na motivy jeho života napsali Jan Werich a Jiří Voskovec v roce 1935 hru Balada z hadrů. Hra byla ve své době velice úspěšná, V+W využili Villonovy verše v překladu Otokara Fischera. 
Bývá také označován za prvního prokletého básníka a prvního moderního básníka.

## Dílo
Ve svém díle mísí vysoký a nízký styl. Vysoký styl obsahuje prvky dvorské poezie, nízký styl má obhroublý až vulgární obsah. Často se setkáme s ironií a výsměchem. Villon se vysmívá společnosti, smrti, a dokonce své vlastní chudobě. Jeho výsměch patří také pastýřské poezii psané šlechtici, jelikož to byla díla pokrytecká – autoři sami žili ve městech v luxusu a o venkově neměli ponětí.
Pro jeho dílo je též charakteristická kontrastnost, například využití renesančních prvků oproti středověkým nebo kontrast cynismu s hlubokým upřímným citem odrážejících se v jeho verších. Tento kontrast je často vyjádřen pomocí oxymór – uměleckého prostředku spojujícího slova, která si navzájem protiřečí.
- Le Lais (Odkaz)
- Závěť (Velký testament)
- Balady v žargonu
- Různé básně (většinou formou villonské balady a ronda)

## Ukázka

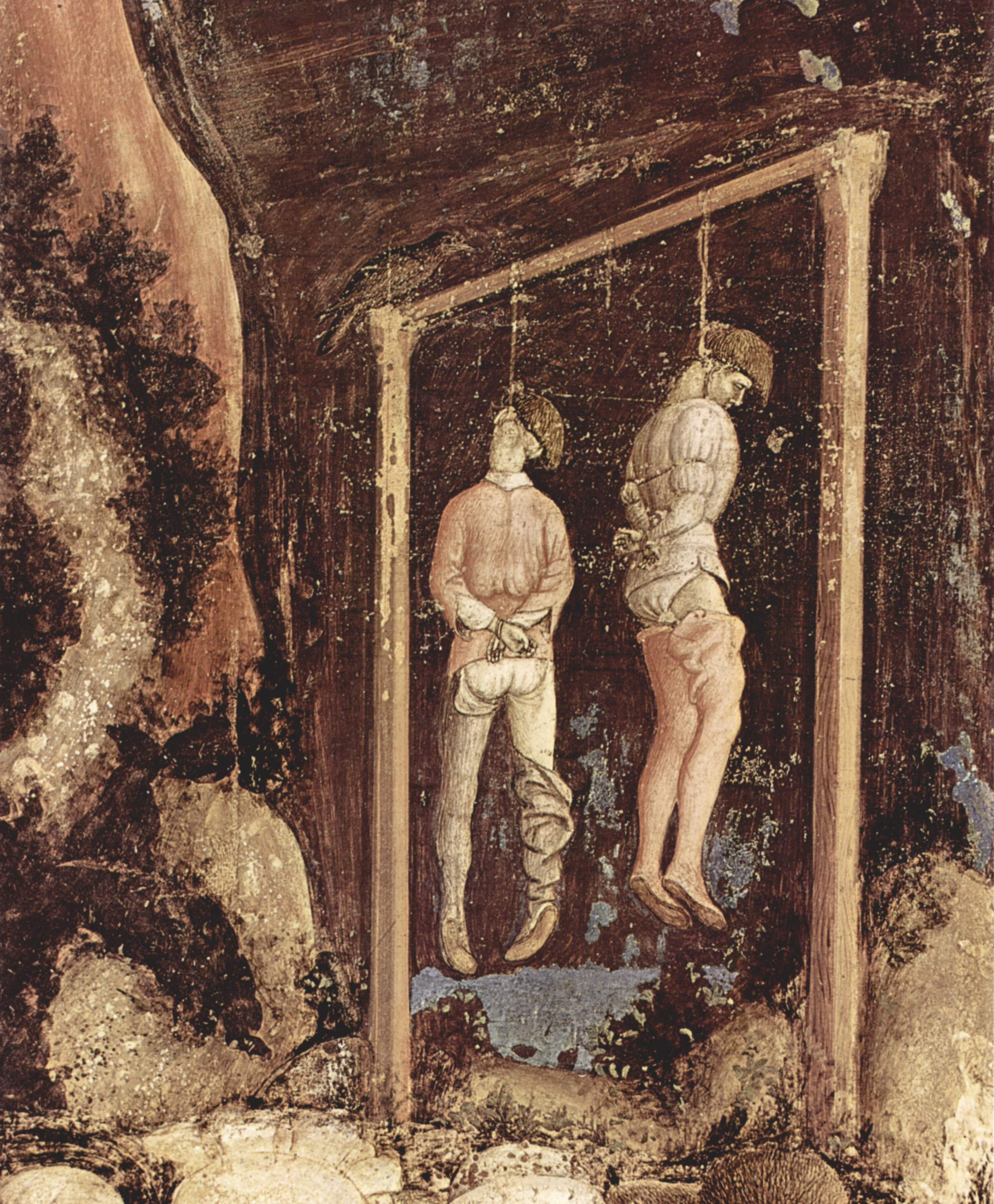
Dobová malba

(obě ukázky přeložil Otokar Fischer)

### Balada
Villonská Balada kterou Villon napsal léta Páně 1458 na námět, jejž u svého dvora v Blois určil vévoda Orleánský:
Já u pramene jsem a žízní hynu, 

horký jak oheň, zuby drkotám,

dlím v cizotě, kde mám svou domovinu,

ač blízko krbu, zimnici přec mám,

nahý jak červ, oděn jak prelát sám,

směji se v pláči, doufám v zoufání,

mně lékem je, co jiné poraní,

mně při zábavě oddech není přán,

já sílu mám a žádný prospěch z ní,

srdečně přijat, každým odmítán.

Jen to mi nesporné, co plno stínů,

kde světlý den, tam cestu sotva znám,

kde průzračnost, tam výkladem se minu,

svou znalost vděčím náhlým náhodám,

vše vyhrávaje, čím dál smolněj hrám,

dím „dobrý večer“, jitro-li se skví,

když ležím naznak, strach mám z padání,

bohatství čekám, ničí nejsem pán,

mám vše, co chci, – nic, na čem srdce lpí –

srdečně přijat, každým odmítán.

K věcem, jež neznám, horoucně se vinu,

ženu se k cíli, jehož nežádám,

kdo ke mně vlídný, tomu dávám vinu,

kdo mluví pravdu, tomu lhářů lám,

můj druh je ten, kdo vemluví mně klam

a „labuť černá je jak havran“ dí,

v tom spojence zřím, kdo mi ublíží,

mně jedno, jsem-li šalbě ve psí dán,

mám v mysli vše, jen ne to nejbližší,

srdečně přijat, každým odmítán.

Kníže, každý, kdo to čte, nechť ví:

nic neznám, ač mám o všem vědomí.

Jsem stranický, jsem zastánce všech stran.

Co chci? Být z těch zas, plat kdo bráti smí,

srdečně přijat, každým odmítán.

### Čtyřverší
Čtyřverší jež, složiv svou Závěť, napsal Pařížan Villon v pařížském Châteletu, odsouzen k smrti oběšením:
Františku, už tě nepotěší,

že Francouz jsi a ze vsi zdejší;

teď na krk oprátku ti věší;

ať pozná hlava, oč je zadek těžší. 